# 名誉料理長
名誉料理長(めいよりょうりちょう)とは主にホテルの料理人の職位の一つ。関連するものに統括名誉総料理長、名誉総料理長がある(ともに本項で解説)。

## 概説
料理の世界では、ホテル等にもよるが一般には下記の階層に分かれており、基本的には料理長が最高責任者、副料理長が副責任者であり、各部門の責任者である部門長(シェフ・ド・パルティ)が部門責任者を務めている。但し、ホテルの規模や職制によって最高責任者を統括料理長、総料理長と称する場合も多い。名誉料理長はじめ料理人の名誉職はそれら料理長、総料理長を歴任した者に付与される職名であるが、付与する職名は各ホテルによって特徴があるため、本項各節でそれぞれの事例について解説する。
| 階層       | 西洋料理                                                    | 日本料理                             | 業務内容 |
| ---------- | ----------------------------------------------------------- | ------------------------------------ | --- |
| 最高責任者 | 料理長(シェフ)                                              | 料理長(親方、板長)                   | 西洋料理の料理長(シェフ)はメニューの作成ほか、全体の進行指揮、完成した料理の最終確認を行う最高責任者。 日本料理の料理長(親方、板長)は献立の作成や料理全体の進行を監督する調理場の責任者。 |
| 副責任者   | 副料理長(スー・シェフ)                                      | 立板(花板)                           | 西洋料理の副料理長(スー・シェフ)は料理長(シェフ)の補佐役。 日本料理の立板(花板)は刺身を引いたり、料理の仕上げ担当。料理長(親方、板長)が立板(花板)を兼ねたり、向板(むこういた)が刺身を担当することもある。 |
| 各部門     | ソース係(ソーシエ) 魚料理担当(ポワソニエ)                   | 煮方 向板(むこういた)                | 西洋料理のソース係(ソーシエ)は肉料理全般(ロースト、グリル、揚げ物以外)と肉をベースとしただし(フォン)やソースを担当。 西洋料理の魚料理係(ポワソニエ)は魚料理全般(ロースト、グリル、揚げ物以外)と肉をベースとしただし(フォン)やソースを担当。 日本料理の煮方は鋳物、吸い物などを担当。 日本料理の向板(むこういた)は魚のさばき、野菜を切り込みなど高度な包丁仕事を担当。 |
| 各部門     | 焼き物係(ロティスール) お菓子係(パティシエ)                 | 脇鍋 脇板                            | 西洋料理の焼き物係(ロティスール)は肉、魚のローストやグリル、揚げ物を担当。 西洋料理のお菓子係(パティシエ)はデザート全般を担当。 日本料理の脇鍋は煮方の補佐役を担当。 日本料理の脇板は向板(むこういた)の補佐役を担当。 |
| 各部門     | 下ごしらえ係(ガルド・マンジェ) 野菜料理係(アントルメティエ) | 焼き場 揚げ場(油場) 盛り付け(八丁場) | 西洋料理の下ごしらえ係(ガルド・マンジェ)は食材の仕入れ。管理、下ごしらえ、冷製料理(サラダ、冷たいオードブル等)を担当。 西洋料理の野菜料理係(アントルメティエ)は野菜料理やスープ、卵料理等を担当。 日本料理の焼き場は焼き物を担当。 日本料理の揚げ場(油場)は揚げ物を担当。 日本料理の盛り付け(八丁場)は料理の盛り付け、魚や野菜の下ごしらえを担当。                    |
| 見習い     | 見習い(アプランティ)                                        | 見習い(追い回し)                     | 西洋料理の見習い(アプランティ)は食器洗い、調理道具の片づけ、掃除など全般を担当。 日本料理の見習い(追い回し)は食器洗いや雑用全般を担当。 |

## 統括名誉総料理長
統括名誉総料理長は、ホテルメトロポリタンエドモンドなどで見られる料理人の名誉職の職位で、名誉総料理長のさらに上位にあるという意味において、ホテル料理人の職名としては最高峰に位置する。同ホテルでは中村勝宏がその職に就いている。中村は名誉総料理長就任後も第34回主要国首脳会議（北海洞爺湖サミット）の総料理長を務めているほか書籍の刊行などで料理文化の普及にも努めている。

## 名誉総料理長
名誉総料理長はホテルの料理人の職名では本来、最高峰の呼称である。但し、上記の通り、ホテル内に複数名の名誉総料理長がいる場合、統括名誉総料理長を置く場合もある。名誉総料理長は、就任後もホテル内外の行事で料理の総指揮を任される場合もあるが、TVや雑誌などでの料理監修、新人料理人の募集を行うなど、ホテル経営や後身の確保、育成など後見役的な立場を担うことも多い。一例として、2010年にはオランダの五つ星ホテル ホテルオークラ・アムステルダムの名誉総料理長 大島晃が高知県内の調理師専門学校を訪れ、就職前の若い専門学校生を前に募集を行ったことが報道上、話題となった。

## 名誉料理長
名誉料理長もまたホテル料理人の名誉職名としては名誉総料理長同様、最高峰または上位に位置する呼称であり、名誉料理長としてホテルの厨房を担ったり、料理の監修や普及、教育を行う料理人も多い。また、社会的にその料理技術が評価されることも多く、1989年にはフランス料理部門で当時西日本初となる現代の名工に、大阪府にある大阪コクサイホテル名誉料理長の西村修一が選出されているのはその一例である。

### 文献資料
- インタービジョン21編『図解「階級」のカラクリ』(三笠書房、2003年) ISBN 4837961967
- 神山典士著、中村勝宏・山本豊・辻芳樹監修『新・世界三大料理：和食はなぜ世界料理たりうるのか』(PHP研究所、2014年) ISBN 4569819087

### 報道資料
- 『朝日新聞』1989年11月10日朝刊
- 『読売新聞』2010年6月23日大阪朝刊高知2版